# 大友瑞季
大友 瑞季（おおとも みずき、1992年2月5日 - ）は、日本の女性モデル。福岡県出身。血液型O型。趣味は体を動かすこと、特技はピアノとクラシックバレエ。

## 出演
- 2010年度ミス・インターナショナル&ミス・ワールド日本代表選出大会ファイナリスト
- ニューヘアモード2010
- 東京コレクション2010
- 東レ×モード学園水着ショー

| スタブアイコン | サブスタブ | この項目は、まだ閲覧者の調べものの参照としては役立たない、人物に関連した書きかけの項目です。この項目を加筆・訂正などしてくださる協力者を求めています（P:人物伝/PJ:人物伝）。 |